# 2021-2022年伊朗抗議活動
在整個2021年至2022年期間，伊朗零星地出現對缺水、停電和互聯網中斷等問題的抗議。
在2017-2021年伊朗抗議活動後，缺水和停電等問題繼續激起公眾的憤怒。
抗議活動最初於2021年7月15日爆發，以抗議水資源短缺和危機，但很快就遭到警察鎮壓。 
2021年11月，由於缺水，抗議活動進一步增加，加上經濟危機，引致更多抗議活動和罷工。 
2021年8月，國際特赦組織指出，伊朗安全部隊使用野蠻武力鎮壓示威者。

## 抗議

### 2021年7月
由於夏季缺水情況惡化，抗議活動於7月15日在胡齊斯坦省爆發，並在隨後幾天蔓延到全國各地。

### 2021年9月
9月6日至7日，舉行多場大規模集會抗議伊朗的經濟危機。 

### 2021年11月
11月起女性示威者的人數大幅增加。 
從11月9日-27日，2,000-3,000 名市民在伊斯法罕舉行示威遊行，反對水資源短缺，其後示威漸趨暴力。
11月27日，伊朗動用大量防暴警察，逮捕了至少67名示威者，並鎮壓抗議活動。 

### 2022年2月
2022年2月1日，全國數千名教師連續三天舉行抗議活動，並進行一天罷課。 
翌日，一名警察被一名身份不明的襲擊者刺死。伊朗國家警察總局長侯赛因·阿什塔里 ( Hossein Ashtari)提出新法律，放寬警察使用槍支的規定，引發民眾擔憂，認為可能會為警察對平民的暴行提供合理解釋。 

### 2022年伊朗反削減糧食補貼示威
由於2022年俄羅斯入侵烏克蘭，引致全球小麥價格上漲後，伊朗於 5月初爆發抗議活動。 

### 2022年9月
2022 年9月16日，針對伊朗政府的一系列抗議重新出現， 22歲的伊朗女孩瑪莎．阿米尼（Mahsa Amini）於9月13日與家人一同出遊，因未戴好頭巾遭道德警察逮捕並拘禁。三天後醫院宣判腦死，當局稱她心臟病發，但有照片卻顯示她生前遭到毆打，臉部有明顯瘀傷。阿米尼的死引發民眾上街抗議，卻遭伊朗政府切斷網路並強力鎮壓，造成至少76人死亡。  
2022年9月20日，16 歲的伊朗少女尼卡·沙卡拉米（波斯語：نیکا شاکرمی）在瑪莎·阿米尼 (Mahsa Amini) 死後的抗議活動期間在德黑蘭失蹤。家人在十天後，接到伊朗當局通知，要求認領她的遺體。但當局只許家人看她的面部，不許查看身體。有報道稱，她的面部被打變形，頭骨也有損傷。尼卡的家人透露，尼卡的朋友曾表示，事發當晚，在與朋友的電話中，尼卡說正在「逃離安全人員」。
政府試圖阻止抗議者在統一領導下進行協調。
由於軍隊有時拒絕攻擊人民，伊朗政府依賴巴斯基維持國內秩序。
在中國和俄羅斯的技術支持下，伊朗關閉部分互聯網和手機服務。如果抗議者的手機禁用追蹤功能，政府亦會嘗試通過手機的 GPS 追蹤識別示威者。 
CNN 採訪指控伊朗採用逼供、威脅示威者的家庭成員和酷刑等手段，包括電擊和模擬處決。 
最高精神領袖阿里·哈梅內伊 (Ayatollah Ali Khamenei) 指責美國和以色列支援抗議活動，並指這些國家試圖阻止伊朗的「進步」